# دائرة أحواز جرادة
دائرة أحواز جرادة هي إحدى دوائر إقليم جرادة، التابع لجهة الشرق، المملكة المغربية. تضم الدائرة 7 جماعات قروية، وبلغ عدد سكانها 21617 فرداً سنة 2004 حسب الإحصاء الرسمي للسكان والسكنى. يتبع للدائرة 13 مشيخة و58 دوار.

## تاريخ
في يوليو 2016، قسمت دائرة أحواز جرادة إلى قسمين، دائرة أحواز جرادة الشمالية و دائرة أحواز جرادة الجنوبية.

## التقسيمات الإداريّة
تعتبر دائرة أحواز جرادة إحدى الدوائر المشكّلة لإقليم جرادة، وهو التقسيم الإداري من المستوى الرابع المعتمد في المغرب. ينقسم إقليم جرادة إلى 11 جماعات قروية تختلف من حيث السكان والمساحة، والتي بدورها تنقسم إلى مشيخات تضم عدداً من الدواوير.